# Scopula ancellata
Scopula ancellata là một loài bướm đêm trong họ Geometridae.